# Chronicon Lethrense
Chronicon Lethrense (pl. Kronika z Lejre; duń. Lejrekrøniken) – niewielka duńska kronika z XII wieku, napisana po łacinie. Kronika w całości została zawarta w Annales Lundenses (annałach biskupstwa w Lund), pierwotnie jest jednak dziełem osobnym; na temat jej pochodzenia i wieku panują sprzeczne poglądy.
W przeciwieństwie do Kroniki z Roskilde, która zawiera historyczne informacje o chrześcijańskiej już Danii, Kronika z Lejre jest zapisem przedchrześcijańskiego folkloru (opowieści o psie-królu Danii i o królu zjedzonym przez wszy) i zawiera historie legendarnych władców Danii, takich jak Roar, Rolf Krake czy Ursula. Pod tym względem jest to praca porównywalna z pierwszą częścią kroniki Svena Aggesena Brevis Historia Regum Dacie oraz z Gesta Danorum Saxo Gramatyka, jest to jednak dzieło znacznie krótsze.
Chronicon Lethrense powstała prawdopodobnie w drugiej połowie XII wieku, być może około roku 1170 – poprzedza więc Gesta Danorum, z którą dzieli wiele opisów nieznalezionych w innych źródłach. Oznaczać to może, że Chronicon... była źródłem Saxo.
Autorstwo kroniki jest nieznane.
Polskie tłumaczenie: Kronika królów z Lejre, tł. Michał Janik, Rzeszów 2014, ISBN 978-83-63581-15-2.